# Ville (Rheinland)

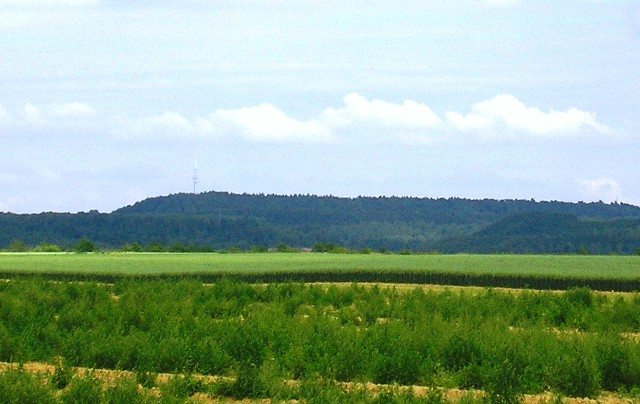
Glessener Höhe (Hochkippe), höchste Erhebung der Ville

Die Ville [ˈf̠ɪlə] ist ein maximal 205,8 m ü. NHN hoher Höhenzug in der Niederrheinischen Bucht im Südosten des Rhein-Erft-Kreises und Nordwesten des Rhein-Sieg-Kreises im Süden Nordrhein-Westfalens.

## Etymologie
Der heutige Name Ville leitet sich möglicherweise vom altfränkischen Begriff feli oder fili ab, der die Bedeutung (Hoch)ebene oder Heide gehabt haben könnte. In historischen Karten und Flurnamen findet sich teilweise noch die Schreibweise Fille.

## Geographie

### Lage
Die Ville erstreckt sich in Nordwest-Südost-Richtung zwischen Bedburg und Bergheim im Nordwesten über Frechen, Hürth und Brühl in ihrem Zentrum bis zu Bornheim und Alfter im Südosten. Begrenzt wird sie im Norden von der Rommerskirchener Lössplatte südwestlich von Pulheim, im Osten von der Rheinebene zwischen Köln, Wesseling und Bonn sowie im Süden und Westen von den Bördelandschaften der Voreifel zwischen Swisttal, Weilerswist, Erftstadt und Kerpen. Von diesen ist sie insbesondere auch durch die Auenlandschaften entlang der Flüsse Erft und Swist sowie des Hardtbachs getrennt.
Sie ist Teil des Naturparks Rheinland. Ihre höchste Erhebung ist die künstlich entstandene Glessener Höhe (205,8 m).:301

### Naturräumliche Gliederung
Naturräumlich stellt die Ville eine Haupteinheit (dreistellig) der Niederrheinischen Bucht dar, die sich wie folgt in Untereinheiten (Nachkommastellen) gliedert:
- (55 Niederrheinische Bucht)
  - 552 Ville (262,3 km²)
    - 552.0 Neurather Lösshöhen
    - 552.1 Villehöhe, die eigentliche Ville
      - 552.10 Braunkohlenville
      - 552.11 Waldville

    - 552.2 Villehang (Vorgebirge)

Die südöstlich an die naturräumliche Ville angrenzende Kottenforstterrasse wird trotz einer in etwa gleichen natürlichen Ausstattung dem (Unteren) Mittelrheingebiet zugeordnet.

### Erhebungen
Das natürliche Profil des nördlichen Villerückens wurde im Zuge des Braunkohlebergbaus fast vollständig abgetragen und umgestaltet. Die heutigen Hochpunkte der nördlichen Ville sind überwiegend künstliche, durch den Menschen geschaffene Erhebungen.
Der südliche Teil der Ville (etwa ab der heutigen Autobahn A 553) weist hingegen noch das natürliche Profil auf.
Zu den Erhebungen der Ville gehören – sortiert nach Höhe in Meter (m) über Normalhöhennull (NHN):
- Glessener Höhe (205,8 m), Hochkippe bei Bergheim
- Im Kottenforst (ca. 180 m natürliche Höhe; außerhalb des Naturraums)
- Anhöhe (174,9 m), östlich Buschhoven[8]
- Hennesenberg (164 m), bei Roisdorf
- Röttgenhöhe (163,2 m), bei Horrem
- Anhöhe (155,4 m), bei Weilerswist
- Wilhelmshöhe (154,9 m), Hochkippe an der Grenze zwischen Hürth und Frechen
- Anhöhe (138,2 m), Ecke Bertramsjagdweg und Industriestraße, höchste natürliche Höhe in Knapsack
- Wiedenfelder Höhe (133,9 m), bei Niederaußem

## Geologie
Die Ville ist ein geologischer Halbhorst, der beim Einsinken der Kölner Bucht zurückgeblieben ist. Der Ostrand der Ville ist durch die Erosion des Rheins überprägt. Die Bruchlinie Richtung Westen zu Swist und Erft ist deutlicher zu sehen (siehe Geologie der Niederrheinischen Bucht). Die Ville dacht nach Norden ab. Sie ist im Kottenforst, in dem im Unterschied zur restlichen Ville auch Devongesteine des Rheinischen Schiefergebirges den Sockel bilden, bis zu 180 m hoch. Im Norden verliert sie sich und geht nördlich Frimmersdorf (98 m) in die Jülicher Börde über.

## Vorgebirge
Der Osthang der Ville zur Rheinebene hin wird von Frechen oder deutlicher von Kendenich aus bis Alfter und Duisdorf das Vorgebirge genannt. Es ist durch intensiven Gemüse- und Obstanbau geprägt. Durch die Leelage zur Ville ist diese Landschaft windgeschützt und durch eine mächtige Lössbedeckung begünstigt. Früher wurde hier sogar Wein angebaut. Zahlreiche Flur- und Straßennamen zeugen davon.
Die typische Villelandschaft im Vorgebirge:

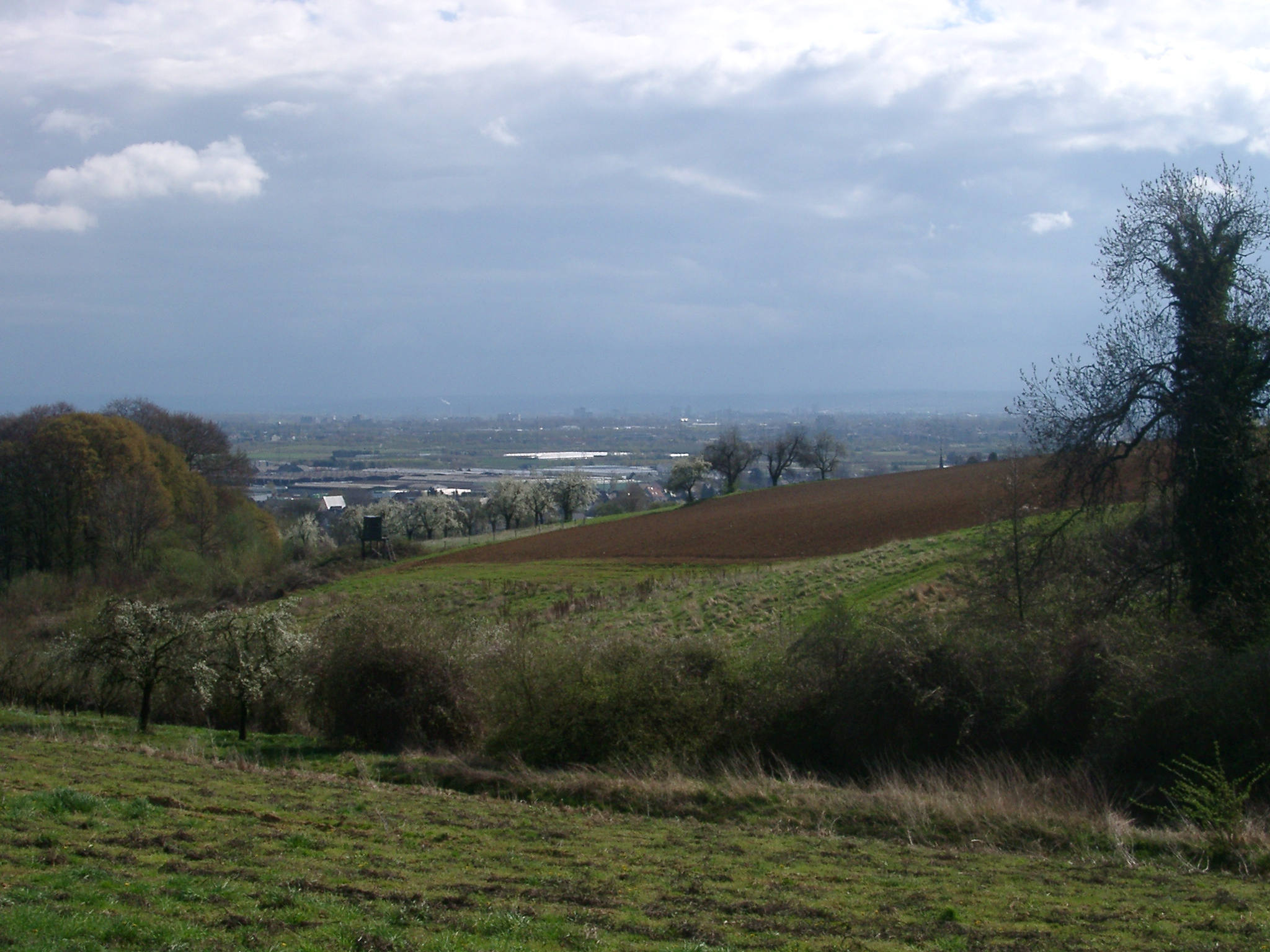
Vorgebirge, bei Botzdorf, im Frühling, …
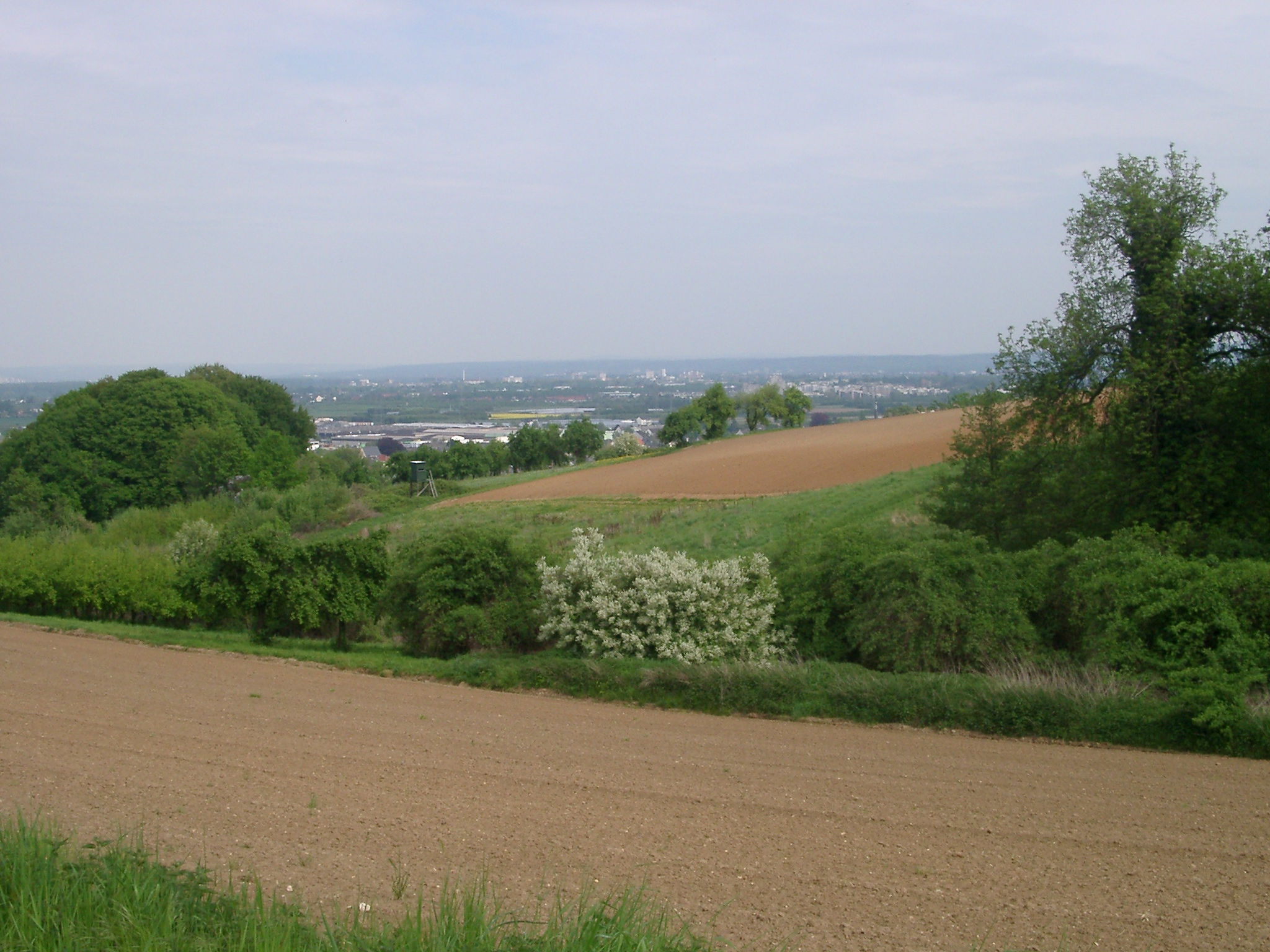
… Sommer, …
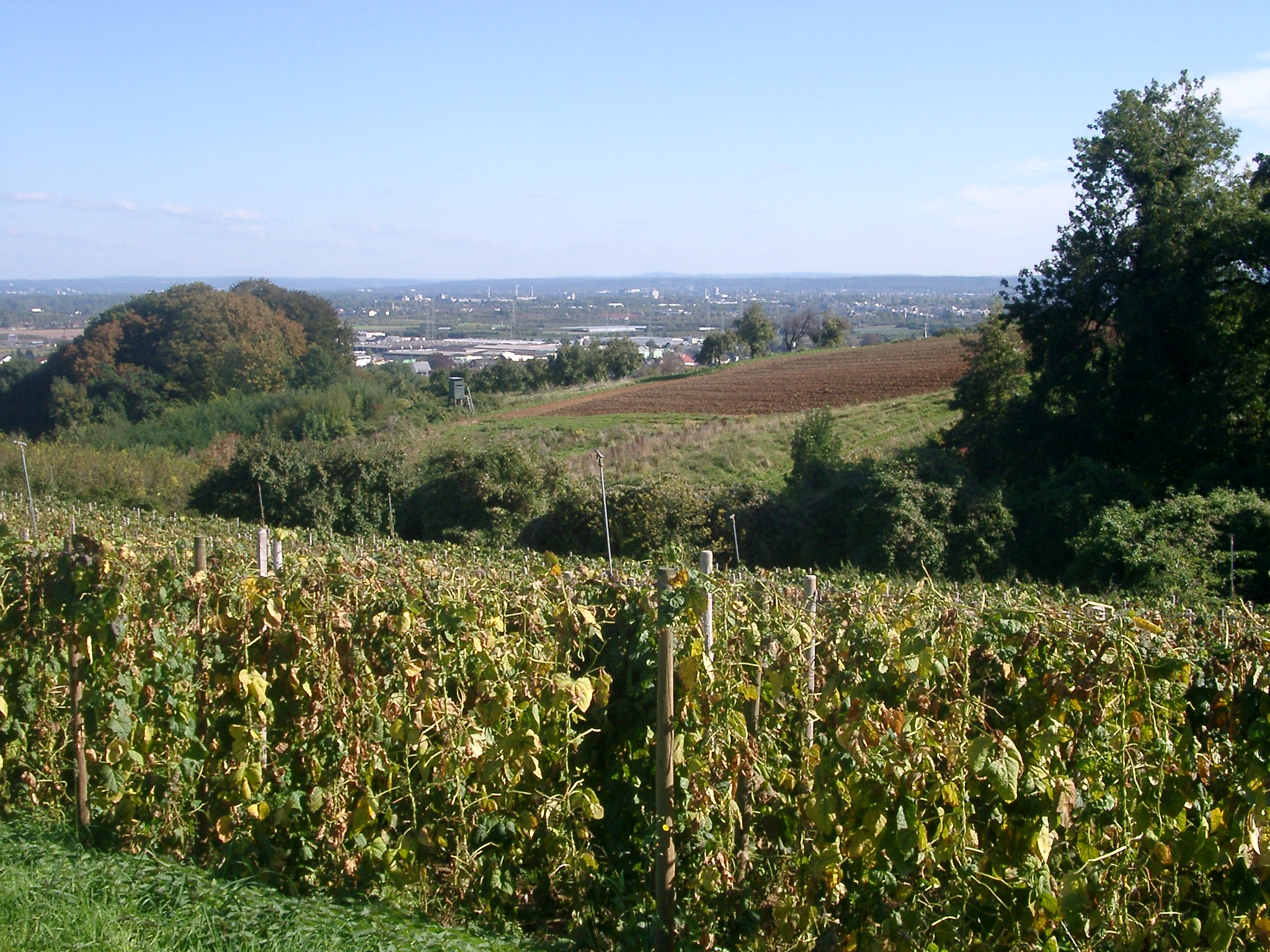
… Herbst und …
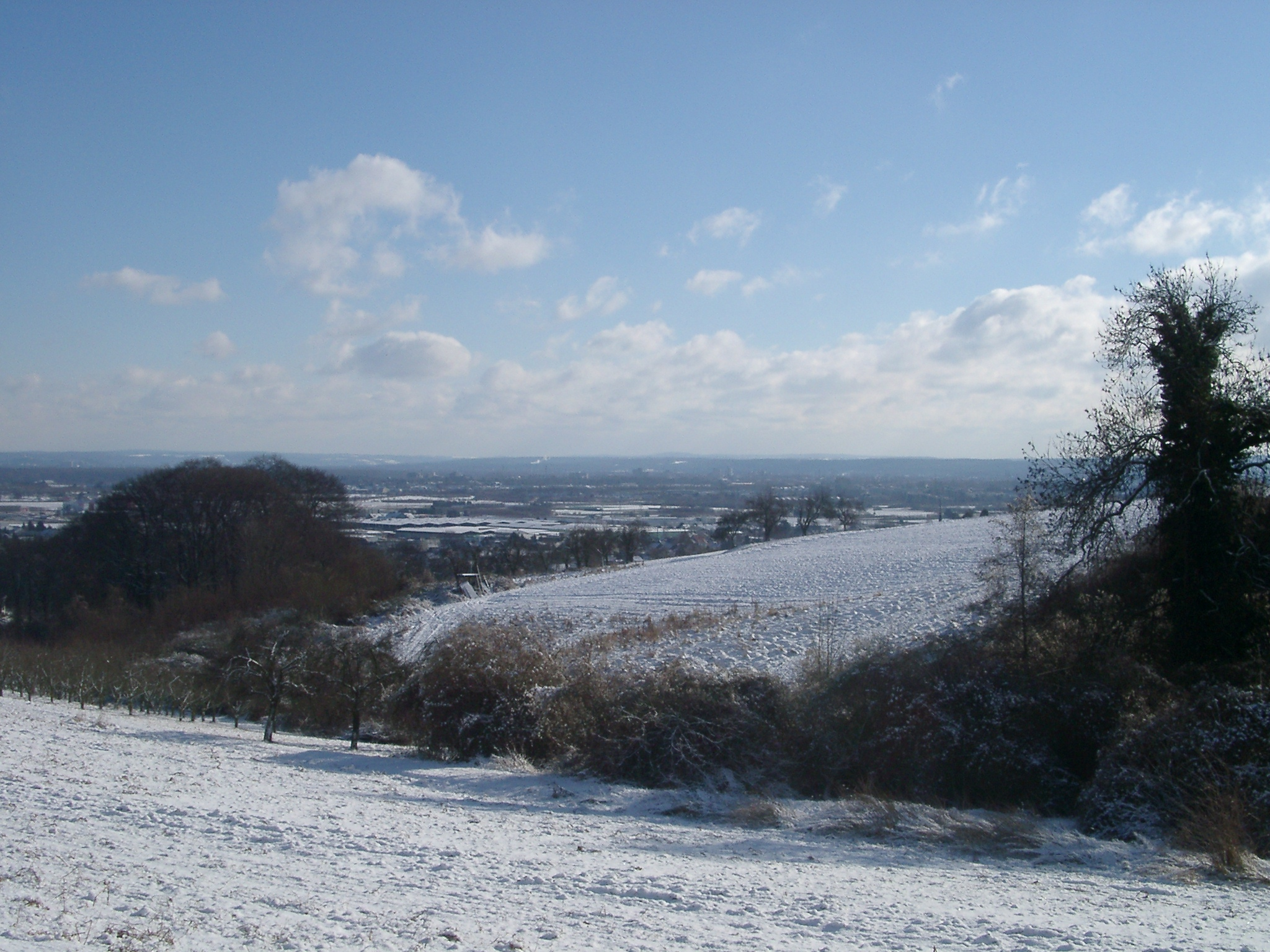
… Winter

## Industrielandschaft
Die Ville ist ab Brühl durch den Braunkohleabbau, die Kraftwerke und die energieintensive Chemie im Rheinischen Braunkohlerevier industriell geprägt. Bahnlinien waren für die industrielle Entwicklung besonders wichtig. Die erste Bahn, die die Ville querte und dabei die Brühler Gruben anschloss, war die Eifelstrecke mit dem Kaiserbahnhof in Kierberg. Heute gibt es keine Tagebaue mehr im Bereich der Ville. Die Villebahn und die Mödrath-Liblar-Brühler Eisenbahn wurden längst eingestellt. Dennoch bleibt die industrielle Überformung in der Landschaft erkennbar.

## Hochkippen und Tagebaurestlöcher
Durch das Aufschütten von Abraum aus Braunkohletagebauen sind in der nördlichen Ville Hochkippen entstanden – zum Beispiel die Glessener Höhe (205,8 m). In den Tagebaurestlöchern der Gruben entstanden zahlreiche Seen und Weiher, die Villeseen.

## Erholungslandschaft
Die Wälder der südlichen Ville (Waldville) und des Kottenforstes waren bereits kurfürstliches Jagdrevier. Diese und die rekultivierte Landschaft der mittleren Ville mit ihren Villeseen dienen den Menschen im Großraum Köln/Bonn als Naherholungsgebiet. Der Naturpark Rheinland kann für Köln als Dritter Grüngürtel angesehen werden. Ein Teil der Rekultivierungen wird auch sich selbst überlassen und als Naturschutzgebiet mit begrenztem Zugang ausgewiesen. Teile der nördlichen Braunkohlenville ab Berrenrath wurden auch landwirtschaftlich rekultiviert. Da die Emissionen der dortigen Industrie durch neue Techniken sehr zurückgegangen sind und auch nur noch drei Kohleveredlungsbetriebe existieren, lässt sich auch hier Erholung finden.

### Besondere Angebote
- Der vom Naturpark ausgewiesene Villeweg führt vom Reiterhof Birkhof an der Anschlussstelle Brühl-Süd der Bundesautobahn 553 über die teils offene, teils waldbedeckte Villenhöhe zum Bahnhof Kottenforst. An beiden Punkten gibt es ein gastronomisches Angebot.
- Von Lüftelberg quer über die Ville bis Rösberg und dann am Vorgebirge entlang bis Hürth führt eine Teilstrecke des vom Eifelverein betreuten Römerkanal-Wanderweg-Fernwanderwegs aus der Eifel bis Köln.
- Das Marienfeld ist ein neu erschlossenes Wandergebiet zwischen Kerpen und Frechen.
- Schon seit den 1920er Jahren gibt es das Villehaus der Naturfreunde in Kendenich als Jugendherberge.
- Örtliche Wandervereine haben um Bornheim, Kendenich, und Alt-Hürth Rundwanderwege ausgeschildert.[10]
- Die Straße der Energie am Westrand der Ville zeigt als Erlebnisstraße Punkte der Energiegewinnung.